# Samaki Dole
Samaki Dole est un village de la commune de Dir situé dans la région de l'Adamaoua et le département du Mbéré au Cameroun.

## Population
En 1967, Samaki Dole comptait 157 habitants, principalement Gbaya. Lors du recensement de 2005, 154 personnes y ont été dénombrées.